# Thomas Delaine (Fußballspieler)
Thomas Delaine (* 24. März 1992 in Lens) ist ein französischer Fußballspieler.

## Karriere
Delaine begann seine fußballerische Ausbildung 2001 beim RC Lens in der U19. Im Jahre 2010 erhielt er einen Vertrag bei der zweiten Mannschaft. In der Saison 2010/11 spielte er elfmal für die Amateure in der National 2, stand aber auch bereits einmal im Kader der Ligue 1. Er spielte bis 2015 insgesamt 103 Ligaspiele für die zweite Mannschaft, kam aber nie für die erste Mannschaft zum Einsatz.
Im Sommer 2015 wechselte Delaine zum Ligakonkurrenten Arras Football und absolvierte 55 Ligaspielen in zwei Spielzeiten. Anschließend wechselte er in die Ligue 2 zum Paris FC. Am ersten Spieltag debütierte er über die volle Spielzeit gegen Clermont Foot und absolvierte sein erstes Profispiel. Auch in Frankreichs zweithöchster Spielklasse war er Stammkraft und lief wettbewerbsübergreifend in 38 Duellen auf.
Ende August 2018 wechselte er zum Ligakonkurrenten FC Metz. Dort debütierte Delaine am 1. September 2018 (6. Spieltag) bei einem 2:0-Sieg über seinen Exklub RC Lens. Insgesamt gelangen ihm neun Vorlagen in 36 Ligaspielen und war somit auch in Metz gesetzt. In der Folgesaison stieg er mit seiner Mannschaft nach 16 Einsätzen als Tabellenerster in die Ligue 1 auf. Sein Erstligadebüt gab er am ersten Spieltag der Saison 2020/21, als er gegen Paris Saint-Germain über die vollen 90 Minuten spielte. Am 14. Februar 2021 (26. Spieltag) gelang ihm bei der Niederlage gegen Racing Straßburg sein erstes Tor im Profibereich. Die Saison beendete er mit 24 Einsätzen und drei Treffern in seiner ersten Ligue-1-Spielzeit. Am Ende der Saison 2021/22 stieg er mit dem FC Metz in die Ligue 2 ab.
Im Sommer 2022 schloss er sich für drei Jahre dem Erstligisten Racing Straßburg an.

## Erfolge
- Meister der Ligue 2 und Aufstieg in die Ligue 1: 2020